# Jan Damascen Kaliński
Jan Damascen Kaliński herbu Jelita, w zlatynizowanej formie Ioannes Damascenus Calinius, (ur. 8 maja 1664 w Sompolinku na Kujawach, zm. 26 listopada 1726 w Dąbrowicy) – polski poeta i mówca, prezbiter. Znawca kultury antycznej, w swoich pismach wzorował się na Wergiliuszu, Horacym i Owidiuszu.
Pochodził z rodziny drobnoszlacheckiej. W 1681 został pijarem. Uczył w kolegiach, był kapelanem Stanisława Rzewuskiego i rektorem kolegium w Dąbrowicy.

## Dzieła
- Prodigium virtutis heroicae Alexander Magnus (1689) – utwór dramatyczny
- Erymanthus in Helicone[1] (1713) – liryki
- Zodiacus caeli Sarmatici (1715) – liryki
- Viennis (1717) – epopeja o wiktorii wiedeńskiej Jana III Sobieskiego w dwunastu księgach
- Atomi minores in sydera eloquentiae[2] (1718) – podręcznik retoryki
- Auges siderum eloquentiae[3] (1720) – mowy okolicznościowe
- Proces duszy niepokutującej[4](1726) – kazania wielkopostne i adwentowe
- Korona z prześwietnych dostojności[5] (1726) – kazania maryjne